# Emma Appleton
Emma Jill Appleton (Witney, 11 dicembre 1991) è un'attrice e modella britannica.

## Biografia
Emma è nata e cresciuta a Witney, nell'Oxfordshire. Ha frequentato la West Witney Primary School e, in seguito, la Wood Green School. Proprio nell'ambiente scolastico è nata la sua passione per la recitazione, attraverso degli appostiti corsi.

## Carriera
La sua carriera da modella è cominciata quand'era un'adolescente, tanto da apparire ai concerti di Victoria Beckham, The Kooples, Margaret Howell e DAKS, oltre che nelle pubblicità di importanti marchi, come Fred Perry, Toni & Guy, Rimmel, e Converse.
Mentre, come attrice ha cominciato a farsi notare attraverso la sua partecipazione al cortometraggio Dreamlands, nel 2016. In seguito, ha fatto il suo debutto televisivo nel ruolo ricorrente di Fay Brookstone, nella serie televisiva Clique, prodotta da BBC. Inoltre, ha preso parte con dei piccoli ruoli alle serie televisive The End of the F***ing World, prodotta da Channel 4, e Grantchester.
Nel 2018, è apparsa in due episodi del documentario Genius, prodotto da National Geographic e incentrato sulla figura di Pablo Picasso, che è stato interpretato da Antonio Banderas.
Nel 2019, è stata ingaggiata nel ruolo principale di Feef Symonds, nella serie televisiva Traitors. Nello stesso anno, ha interpretato il personaggio della principessa Renfri, nella prima stagione di The Witcher, prodotta da Netflix. Nel 2021, invece, ha partecipato al film romantico, L'ultima lettera d'amore, ed è apparsa nel ruolo ricorrente di Mya Miller nella serie televisiva Intergalactic, prodotta da Sky One.
Nel 2022, ha interpretato Nancy Spungen nella miniserie biografica Pistol, prodotta di Hulu, ed ha recitato al fianco di Bel Powley nell'adattamento televisivo di Everything I Know About Love. Nello stesso anno, ottiene il suo primo ruolo da protagonista nel film LOLA, insieme a Stefanie Martini.
Nel 2023, insieme a Colin Morgan, entra nel cast del film thriller The Killing Kind, prodotto da Paramount+.

## Filmografia

### Cinema
- The Nun - La vocazione del male (The Nun), regia di Corin Hardy (2018) – non accreditata
- L'ultima lettera d'amore (The Last Letter from Your Lover), regia di Augustine Frizzell (2021)
- Lola, regia di Andrew Legge (2022)

### Televisione
- Clique – serie TV, 6 episodi (2017)
- Grantchester – serie TV, episodio 3x06 (2017)
- The End of the F***ing World – serie TV, episodio 1x01 (2017)
- Genius – serie TV, 2 episodi (2018)
- Traitors – serie TV, 6 episodi (2019)
- The Witcher – serie TV, 2 episodi (2019)
- Intergalactic – serie TV, 2 episodi (2021)
- Pistol – miniserie TV, 2 episodi (2022)
- Everything I Know About Love – serie TV, 7 episodi (2022)
- The Killing Kind – serie TV, 6 episodi (2023)

### Cortometraggi
- Dreamlands, regia di Sara Dunlop (2016)
- The Drink, regia di Cosima Spender (2019)

## Doppiatrici italiane
Nelle versioni in italiano delle opere in cui ha recitato, Emma Appleton è stata doppiata da:
- Rossa Caputo[17] in Clique[18], Pistol[19]
- Francesca Manicone[20] in Traitors[21]
- Eleonora Reti[22] in The Witcher[23]